# Невський Олександр Олександрович
Олександр Олександрович Невський (прізвище при народженні — Куріцин; нар. 17 липня 1971, Москва) — російський та американський сценарист, режисер, продюсер, письменник, актор.
Скандально прославився в російському шоу-бізнесі завдяки неодноразовим претензіям на титул переможця конкурсу «Містер Всесвіт» за версією NABBA та інші подібні титули, хоча не брав участі в якихось змаганнях NABBA. В Інтернеті відомий під іронічним призвіськом «російський Шварценеггер».

## Біографія
Невський повідомляє про себе, що почав займатися спортом у 1986 році — спочатку боксом і кікбоксингом, брав участь у семінарах Чака Норріса і Жана-Клода Ван Дамма, а пізніше займався й бодібілдінгом, за його ж словами, був призером чемпіонату Москви, нагороджений Асоціацією натурального бодібілдингу за боротьбу проти стероїдів і був суддею чемпіонату світу по натуральному бодібілдингу «Natural Olympia» (1999). Висловлювання Невського були оскаржені декількома функціонерами федерації бодібілдингу та провідними бодібілдерами Росії (зокрема — Сергієм Шелестовим), які заявили, що вони ніколи не чули про спортсмена з таким ім'ям.
У 25 років, за власним визнанням, змінив прізвище з Куріцин на Невський.
У 1998—1999 роках був автором і одним з провідних ведучих телевізійних програм «До 16 і старші», «Доброго ранку», «Партійна зона». У 2000 році дебютував у кіно у фільмі Ельдара Рязанова «Тихі вири», в якій зіграв епізодичну роль.
У вересні 1999 року переїхав з Москви до Лос-Анджелесу (штат Каліфорнія, США).
У 2002 році виконав епізодичну роль у бойовику Уолтера Хілла «Обговоренню не підлягає», а також знявся у трилері «Червоний змій».
У період з 2003 по 2008 роки спродюсував і зіграв ролі в 6 художніх фільмах, найвідоміші з яких «Московська жара» і «Форсаж да Вінчі».

## Фільмографія
| Рік  | Фільм                             | Режисер | Сценарист | Продюсер | Актор | Роль                        | Примітки               |
| ---- | --------------------------------- | ------- | --------- | -------- | ----- | --------------------------- | ---------------------- |
| 2000 | Тихі вири                         | Ні      | Ні        | Ні       | Так   | тілоохоронець Сергій Іванов |                        |
| 2002 | Обговоренню не підлягає           | Ні      | Ні        | Ні       | Так   | в'язень                     | в титрах не вказаний   |
| 2003 | Червоний змій                     | Ні      | Ні        | Ні       | Так   | Петер, напарник Альберта    |                        |
| 2004 | Московська спека                  | Ні      | Так       | Ні       | Так   | Влад Степанов               |                        |
| 2005 | Час змін                          | Ні      | Так       | Так      | Так   | Олександр                   | короткометражний фільм |
| 2006 | Подорож із Санта-Барбари в Москву | Ні      | Ні        | Ні       | Так   | камео                       | документальний фільм   |
| 2007 | Форсаж да Вінчі                   | Ні      | Так       | Так      | Так   | «Вовк»                      |                        |
| 2007 | Десь                              | Ні      | Ні        | Ні       | Так   | російський журналіст        |                        |
| 2010 | Убивство у Вегасі                 | Ні      | Ні        | Так      | Так   | детектив Юрій Орлов         |                        |
| 2014 | Чорна троянда                     | Так     | Ні        | Так      | Так   | майор Влад Казатов          |                        |
| 2016 | Розбирання в Манілі               | Ні      | Ні        | Так      | Так   | Нік Пейтон                  |                        |
| 2017 | Максимальний удар                 | Ні      | Ні        | Так      | Так   | Максим Кадурін              |                        |
| 2021 | Червоні пророцтва                 | Ні      | Ні        | Так      | Так   | Пітер Морґан                |                        |
| 2023 | Напад на Ріо Браво                | Ні      | Ні        | Так      | Так   | Іван Васильович Турчанинов  |                        |
|      |                                   |         |           |          |       |                             |                        |

## Критика
У відкритому листі «про Невському-Куріцину» в грудні 2010 року, підписаному низкою відомих культуристів і функціонерів (в числі яких Сергій Шелестов), стверджується, що Невський не має відношення до професійного культуризму і не брав участі ні в одному змаганні з культуризму, які проходили в Росії. Відповідно до підписантів листа, серед яких чемпіони Європи та світу, вони не чули ні про одне змагання, в якому брав би участь Олександр Невський, а всі його титули придумані ним самим. У листі стверджується, що атестація Невського в телепередачах як «радник Міністерства культури Російської Федерації по спорту» була перевірена референтом міністра культури на той період, Грішиной О. В., яка підтвердила, що такої посади в міністерстві не існує і така людина ніколи не працював ні в якості штатного співробітника, ні навіть в рамках громадської роботи. У тому ж листі пролунала низка негативних характеристик на його адресу. Невський виступив з відповіддю на цей відкритий лист; в своїй відповіді він звинуватив авторів листа в «поливанні брудом», пов'язав лист зі своєю боротьбою проти стероїдів, стверджуючи, що деякі підписанти були позбавлені титулів через застосування ними заборонених препаратів, а ще один підписант написав книгу про схеми прийому подібних препаратів.
У лютому 2011 року було опубліковано лист ряду функціонерів і чемпіонів федерації WBBF-WFF, що проводила чемпіонат «Містер Всесвіт», на якому переміг Невський. У листі йдеться, що повернення Олександра Невського в спорт має стати вирішальним поштовхом для зміни сформованої жалюгідної ситуації навколо бодібілдингу: «саме Олександр всією своєю діяльністю — будь то перемога на змаганнях, нові книги, фільми, теле- і радіоефіри — показав, що можна створити гармонійне тіло за допомогою наполегливих тренувань і правильним харчуванням, а не ін'єкціями, що ставлять під загрозу здоров'я і в підсумку життя атлетів».

### Критика відеопродукції
Фільм «Вбивство у Вегасі», випущений Олександром Невським в 2010 році, отримав переважно негативні відгуки. На сайті Megacritic.ru фільм має оцінку в 20 балів з 100, рейтинг фільму на Internet Movie Database — 2,6 з 10, а глядацька оцінка на сайті КиноПоиск становить 1,2 зірки з 10. У фільмі відзначалися передбачуваність сюжету, низький рівень видовищності, слабка акторська гра і погана режисерська робота.
Фільм «Чорна троянда», випущений в 2014 році Олександром Невським, також піддався критиці. Фільм виявився провальним як за касовими зборами (менше $ 900 тисяч при бюджеті $ 7 мільйонів), так і за відгуками глядачів, критиків і блогерів. Більшість рецензентів відзначали низьку якість зйомки і спецефектів, вторинність і абсурдність сценарію, величезна кількість кліше з бойовиків 1980-1990-х років (аж до покадрового повторення сцен з фільмів «Кобра», «Червона спека» і ін.), А також вкрай низький рівень акторської гри Олександра Невського.
Фільм «Розбірки в Манілі», випущений в 2016 році, отримав виключно негативні оцінки від кінокритиків. Відзначалися погана акторська гра майже всіх, за винятком Каспера Ван Діна, погана операторська робота, низькопробні спецефекти і комп'ютерна графіка, низька якість постановки бойових сцен, незважаючи на присутність у фільмі фахівців з бойових мистецтв. Про фільм писали: «Ні глибини, ні сюжету — просто нарізка з мало пов'язаних між собою подій» (КГ-портал), «Шлак, в якому позоряться учасники бойовичка столітньої давності» (Алекс Екслер), «Розпуста, знята за вихідні з вантажниками на другорядних ролях» (BadComedian). Глядачі також негативно прийняли фільм — на сайті IMDb середній рейтинг склав 2,7 з 10, на сайті КиноПоиск — 2,6 з 10.
Критиками підкреслювалося схожість з бойовиками 1980-х років з точки зору підбору акторів і з технічною стороною зйомок. Ряд критиків дали розгромні оцінки фільму, порівнюючи його з такими картинами, як «Кімната» Томмі Вайс і «Квітка диявола» Катерини Гроховської.

## Громадянська позиція
В 2022 році, під час повномасштабного вторгнення Росії в Україну, висловив підтримку українському народу та виступив проти російської «спецоперації», назвав теперішнє керівництво Росії «імперією зла» та розкритикував Стівена Сігала за підтримку війни.
В 2023 році підтримав страйк SAG-AFTRA.